# Gène LHX9
Pour les articles homonymes, voir Homebox (homonymie).
LHX9 (gène LIM Homebox 9) est un gène homéotique notamment chez l'humain, c'est-à-dire qu'il est exprimé au cours du développement embryonnaire et peut par conséquent soit réguler soit déclencher l'expression d'autres loci génétiques, tels SF1 et WT1.
Chez la souris, il est impliqué dans l'apparition des gonades. Son invalidation dans les souris KO entraîne une agénésie des gonades,.